# Ciutat de Chota
Chota és una ciutat peruana, capital del districte i de la província de Chota homònims al departament de Cajamarca. Està situada a 2388 metres. n. m. al vessant oriental de la serralada dels Andes, a l'altiplà d'Acunta circumdat pels rius Chotano, San Mateo i Colpamayo; a 150 km al Nord de Cajamarca ia 219 km a l'Est de Chiclayo.
Segons xifres de l'INEI, Chota és la tercera ciutat més poblada del departament i la 52a més poblada del país amb 51.231 habitants el 2020.

## Serveis públics
La infraestructura de salut de la ciutat de Chota comprèn l'hospital José Soto Cadenillas, establiment que pertany al Ministeri de Salut de la República del Perú que presta serveis d'alta especialització diversificada. Atén la població urbana i rural, de la província.

## Transport
La ciutat només compta amb un petit heliport, però es té planejat construir un aeroport que serveix de porta principal cap a la província.
La ciutat de Chota es troba a 150 km al nord de Cajamarca a través de la Carretera Longitudinal de la Serra de sud a nord, vorejant les localitats de Hualgayoc i Bambamarca, a unes tres hores i mitja amb automòbil per carretera parcialment asfaltada i afirmada.

## Cultura
- Tauromàquia
- Cavalls de pas
- La correguda bufa
- Els xiquetets